# MyAir
MyAir – nieistniejąca włoska tania linia lotnicza z siedzibą w Torri di Quartesolo.
Linia została założona w 2004 r. i rozpoczęła działalność 17 grudnia tego samego roku.
W dniu 24 lipca 2009 r. włoski urząd lotnictwa cywilnego zawiesił licencję na przewozy lotnicze. Podstawą takiej decyzji była trudna sytuacja finansowa linii.
W dniu 24 lutego 2010 r. sąd w Vicenzy ogłosił bankructwo linii.